# Тамір Набаті
Тамір Набаті (івр. תמיר נבאתי; нар. 4 травня 1991, Нес-Ціона) — ізраїльський шахіст, гросмейстер від 2011 року.

## Шахова кар'єра
З 2001 по 2010 рік неодноразово представляв Ізраїль на чемпіонатах світу та Європи серед юніорів у різних вікових категоріях (найкращий результат: Фермо 2009, ЧЄ до 18 років — 4-те місце).
Гросмейстерські норми виконав у роках 2008 (під час Клубного кубка Європи в Каллітеї) та 2010 (під час командного чемпіонату Ізраїлю, Клубного кубка Європи в Пловдиві, а також на турнірі в Албені, де поділив 1-ше місце разом з Борисом Чаталбашевим). 2009 року переміг (разом з Андре Діамантом) на турнірі за круговою системою в Нетаньї. 2010 року поділив 2-ге місце (позаду Віталія Голода, разом з Віктором Міхалевським) у фіналі чемпіонату Ізраїлю, який відбувся в Хайфі, а також посів 2-ге місце (позаду Аветіка Григоряна) на турнірі за швейцарською системою в Бансько. 2011 року поділив 2-ге місце (позаду Мартина Кравцова, разом із, зокрема, Ні Хуа і Олександром Арещенком) у Мадрасі. 2012 року одноосібно переміг на турнірі Pardubice Open у Пардубице. 2013 року виграв чемпіонат Ізраїлю.
Представник Ізраїлю в командних змаганнях, зокрема  на командному чемпіонаті Європи (2013).
Найвищий рейтинг Ело у кар'єрі (станом на вересень 2017 року), 2661 очко, мав у вересні 2017 року, займав тоді 89-те місце в світовому рейтинг-листі ФІДЕ та 4-те місце серед ізраїльських шахістів.

## Зміни рейтингу
| На цьому місці має відображатися графік чи діаграма, однак з технічних причин його відображення наразі вимкнено. Будь ласка, не видаляйте код, який викликає це повідомлення. Розробники вже працюють для того, щоби відновити штатне функціонування цього графіка або діаграми. | |
| | На цьому місці має відображатися графік чи діаграма, однак з технічних причин його відображення наразі вимкнено. Будь ласка, не видаляйте код, який викликає це повідомлення. Розробники вже працюють для того, щоби відновити штатне функціонування цього графіка або діаграми. |